# كورنيليوس بيكر
كورنيليوس بيكر (بالألمانية: Cornelius Becker)‏ هو كاتب ترانيم ألماني، ولد في 24 أكتوبر 1561 في لايبزيغ في ألمانيا، وتوفي بنفس المكان في 25 مايو 1604.

## وصلات خارجية
- كورنيليوس بيكر على موقع ميوزك برينز (الإنجليزية)